# Геращенко Вадим Олексійович
Вадим Олексійович Геращенко (нар. 9 березня 1971, Одеса) — український підприємець, депутат Київської обласної ради (VIII скликання), письменник, блогер. Власник і директор компанії з виробництва косметики «Альянс краси». Співавтор роману «Живі. Всупереч». Веде благодійну роботу.

## Біографія
Народився 9 березня 1971 року в Одесі у сім'ї робітників. 1991 року закінчив службу в армії, здобув освіту в ПТУ за спеціальністю «майстер-паркетник».
В 90-х працював у компанії «Live ltd» менеджером, займався правовими консультаціями в ТОВ «Мірмекс-Трейд».
2000 закінчив Одеський інститут МВС за спеціальністю правознавство. 2011 року закінчив Одеський економічний університет за «спеціальністю економіка».
2000 — заснував з дружиною компанію «Альянс краси». 2007 року побудовано фармацевтичний науково-дослідний центр «Альянс краси», що займається виробництвом косметичної продукції. Геращенко вклав у будівництво 350 тис. $. Центр, площею 8 тис. м2 розмістився в с. Синяк, Вишгородського району на Київщині2.
2012—2014 — працював на громадських засадах помічником народного депутата від провладної Партії регіонів Москаленка Ярослава.
2015 — балотувався до Київської обласної ради.
2017 — став аспірантом кафедри виробничого та інвестиційного менеджменту НУБіП України, де писав дисертацію на тему «Мікроекономічні детермінанти розвитку приватного сектору в Україні».
2019 року запустив Youtube-канал Start про підприємництво в селах і невеликих містах.
2019 — став співавтором роману «Живі. Всупереч» разом з Іриною Мельниченко. Роман посів друге місце в міжнародному літературному конкурсі «Коронація слова- 2020». У творі йдеться про долю української родини під час колективізації. Деякі факти в творі використані з біографії сім'ї Геращенка, які він віднайшов у щоденнику бабусі після її смерті. У віці 14 років вона опинилася в Сибіру після розкуркулення родини.
2020 — балотувався до Київської обласної ради, обраний депутатом від партії Слуга народу.
2021 - успішно захистив науковий ступінь доктора філософії (спеціальність - економіка)

## Нагороди
- 2016 — ювілейна медаль «25 років незалежності України»[18]